# Briefmarken-Jahrgang 1968 der Deutschen Bundespost

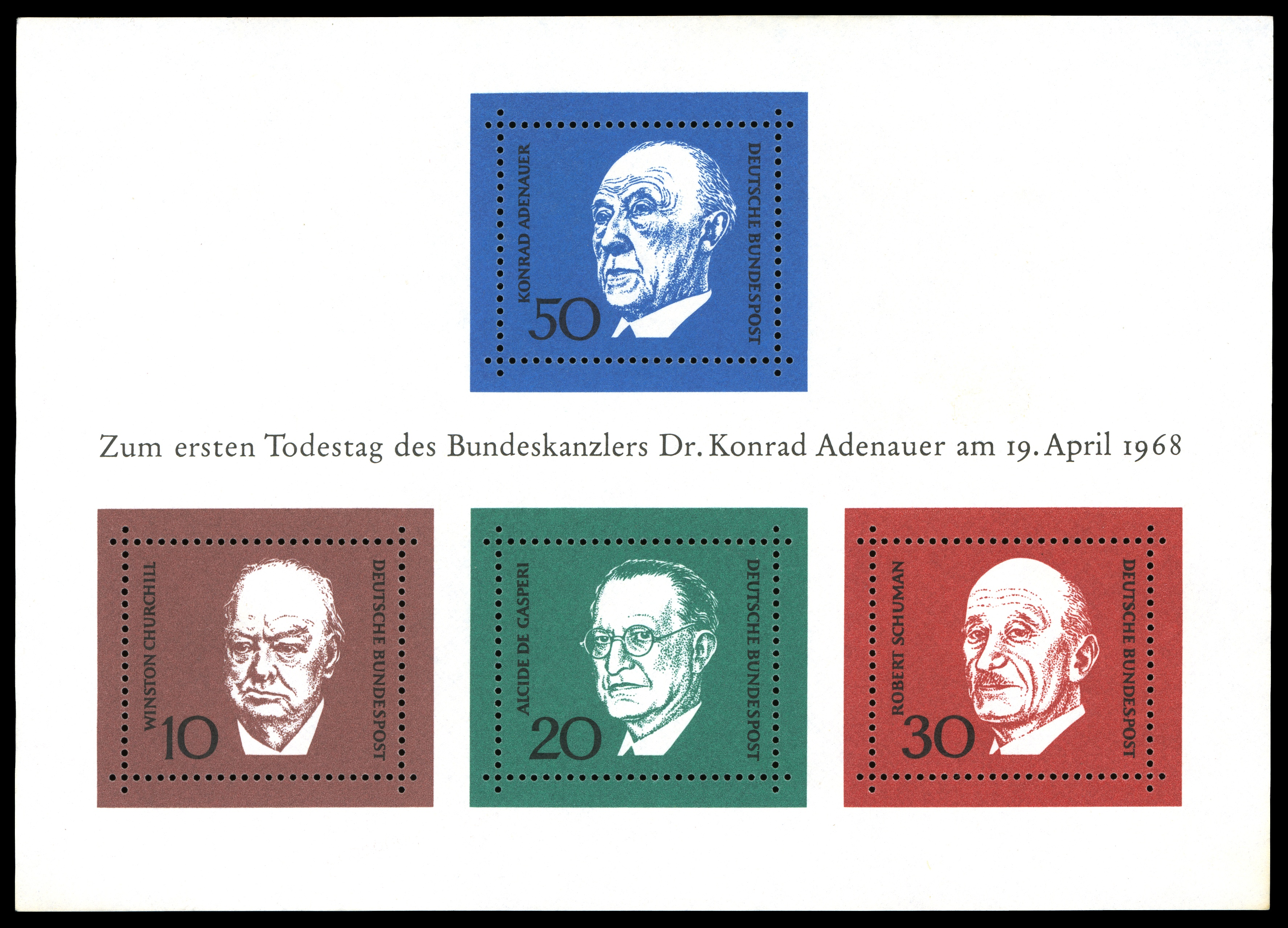
Blockausgabe 1. Todestag von Konrad Adenauer
(Michel Blocknummer 4)

Der Briefmarken-Jahrgang 1968 der Deutschen Bundespost umfasste 30 verschiedene Ausgaben.
Vier bild- und wertgleiche Motive wurden auch von der Deutschen Bundespost Berlin veröffentlicht.
Dieser Jahrgang bestand nur aus Sondermarken; neue Dauermarken wurden nicht ausgegeben.
Vier dieser Briefmarken gab es nur zusammen als Briefmarkenblock zur Erinnerung an den ersten Todestag des ersten Bundeskanzlers der Bundesrepublik Deutschland, Konrad Adenauers.
Im gleichen Jahr wurde erstmals eine zweite bundesdeutsche Sondermarke zum gleichen Anlass ausgegeben. Konrad Adenauer wurde weiterhin 1976 und 1992 mit einer eigenen Sondermarke geehrt.
Im Jahr 1968 gab es zum letzten Mal ein Verfallsdatum der Frankaturgültigkeit für Briefmarken der Deutschen Bundespost.
Fünf Ausnahmen waren die Sondermarken, die im Vorfeld der Olympischen Sommerspiele 1968 in Mexiko-Stadt ausgegeben wurden. Diese Briefmarken waren unbeschränkt nutzbar.
Durch die Einführung des Euro als europäische Gemeinschaftswährung zum 1. Januar 2002 wurde diese Regelung hinfällig.
Diese Marken und alle späteren Ausgaben konnten bis zum 30. Juni 2002 genutzt werden. Ein Umtausch war noch bis zum 30. September in den Filialen der Deutschen Post möglich, danach bis zum 30. Juni 2003 zentral in der Niederlassung Philatelie der Deutschen Post AG in Frankfurt.

## Liste der Ausgaben und Motive
Legende
- Bild: Eine bearbeitete Abbildung der genannten Marke. Das Verhältnis der Größe der Briefmarken zueinander ist in diesem Artikel annähernd maßstabsgerecht dargestellt. Sollten keine Marken abgebildet sein, liegt es daran, dass das Urheberrecht des Künstlers noch nicht erloschen ist.
- Beschreibung: Eine Kurzbeschreibung des Motivs und/oder des Ausgabegrundes. Bei ausgegebenen Serien oder Blocks werden die zusammengehörigen Beschreibungen mit einer Markierung versehen eingerückt.
- Wert: Der Frankaturwert der einzelnen Marke in Pfennig. Ein „+“ bedeutet, dass es sich um eine Zuschlagsmarke handelt (= Frankaturwert + Spende).
- Ausgabedatum: Das Datum des erstmaligen Verkaufs dieser Briefmarke.
- Gültig bis: Das Datum, an dem die Gültigkeit endete.
- Auflage: Soweit bekannt, wird hier die zum Verkauf angebotene Anzahl dieser Ausgabe angegeben.
- Entwurf: Soweit bekannt, wird hier angegeben, von wem der Entwurf dieser Marke stammt.
- Mi.-Nr.: Diese Briefmarke wird im Michel-Katalog unter der entsprechenden Nummer gelistet.

| Bild | Beschreibung | Werte in Pfennig | Ausgabe- datum (1968) | gültig bis                 | Auflage Bund, Berlin | Entwurf           | Mi.-Nr. Bund, Berlin |
|      | Fortschritt in Technik und Wissenschaft - 150 Jahre Druckmaschinen: Erste Buchdruck-Zylinder-Schnellpresse von Friedrich Koenig | 10               | 12. Januar            | 31. Dezember 1970          | 95.000.000           | Karl Oskar Blase  | 546                  |
|      | - 1000 Jahre Harzer Bergbau: Idealkristalle der Erzmineralien: Oben Bleiglanz, unten Zinkblende                                 | 20               | 12. Januar            | 31. Dezember 1970          | 95.000.000           | Karl Oskar Blase  | 547                  |
|      | - 100 Jahre wissenschaftlicher Mikroskopbau: Strahlenführung durch modernes Mikroskop                                           | 30               | 12. Januar            | 31. Dezember 1970          | 30.000.000           | Karl Oskar Blase  | 548                  |
|      | Für die Jugend: Bedrohte Tiere - Wildkatze Felis silvestris                                                                     | 10+5             | 2. Februar            | 31. Dezember 1969          | 6.022.000 2.590.000  | Paul Froitzheim   | 549 316              |
|      | - Fischotter Lutra lutra | 20+10            | 2. Februar            | 31. Dezember 1969          | 16.693.000 2.987.000 | Paul Froitzheim   | 550 317              |
|      | - Dachs Meles meles | 30+15            | 2. Februar            | 31. Dezember 1969          | 5.942.000 2.545.000  | Paul Froitzheim   | 551 318              |
|      | - Europäischer Biber Castor fiber                                                                                               | 50+25            | 2. Februar            | 31. Dezember 1969          | 5.455.000 2.534.000  | Paul Froitzheim   | 552 319              |
|      | Handwerk Verschiedene Handwerks-Symbole                                                                                         | 30               | 8. März               | 31. Dezember 1969          | 30.000.000           | Karl Oskar Blase  | 553                  |
|      | Briefmarkenblock – Erster Todestag von Konrad Adenauer - Winston Churchill, britischer Staatsmann                               | 10               | 19. April             | 31. Dezember 1969          | 12.102.000           | Herbert Kern      | Block 4 554          |
|      | - Alcide De Gasperi, italienischer Staatsmann                                                                                   | 20               | 19. April             | 31. Dezember 1969          | 12.102.000           | Herbert Kern      | 555                  |
|      | - Robert Schuman, französischer Politiker                                                                                       | 30               | 19. April             | 31. Dezember 1969          | 12.102.000           | Herbert Kern      | 556                  |
|      | - Konrad Adenauer, erster deutscher Bundeskanzler                                                                               | 50               | 19. April             | 31. Dezember 1969          | 12.102.000           | Herbert Kern      | 557                  |
|      | 150. Geburtstag von Karl Marx                                                                                                   | 30               | 29. April             | 31. Dezember 1969          | 30.000.000           | Herbert Kern      | 558                  |
|      | Europamarken - Kreuzbartschlüssel mit CEPT-Emblem im Schlüsselgriff                                                             | 20               | 29. April             | 31. Dezember 1970          | 50.000.000           | Schwarzenbach     | 559                  |
|      | - Kreuzbartschlüssel mit CEPT-Emblem im Schlüsselgriff                                                                          | 30               | 29. April             | 31. Dezember 1970          | 70.000.000           | Schwarzenbach     | 560                  |
|      | Olympische Sommerspiele 1968 in Mexiko - Carl-Friedrich von Langen, Turnierreiter                                               | 10+5             | 6. Juni               | unbegrenzt (30. Juni 2002) | 7.000.000            | Karl Oskar Blase  | 561                  |
|      | - Rudolf Harbig, Mittelstreckenläufer                                                                                           | 20+10            | 6. Juni               | unbegrenzt (30. Juni 2002) | 6.758.000            | Karl Oskar Blase  | 562                  |
|      | - Baron Pierre de Coubertin, Gründer der Olympischen Spiele der Neuzeit                                                         | 30               | 6. Juni               | unbegrenzt (30. Juni 2002) | 113.500.000          | Karl Oskar Blase  | 563                  |
|      | - Helene Mayer, Fechterin | 30+15            | 6. Juni               | unbegrenzt (30. Juni 2002) | 6.678.000            | Karl Oskar Blase  | 564                  |
|      | - Carl Diem, Sportpädagoge und -organisator                                                                                     | 50+25            | 6. Juni               | unbegrenzt (30. Juni 2002) | 6.418.000            | Karl Oskar Blase  | 565                  |
|      | 100. Jahrestag der Uraufführung der Meistersinger von Nürnberg                                                                  | 30               | 21. Juni              | 31. Dezember 1969          | 30.000.000           | Herbert Kern      | 566                  |
|      | Erster Todestag von Konrad Adenauer Zweite Ausgabe 1968                                                                         | 30               | 19. Juli              | 31. Dezember 1969          | 30.000.000           | Heinz Schillinger | 567                  |
|      | 82. Deutscher Katholikentag in Essen                                                                                            | 20               | 19. Juli              | 31. Dezember 1970          | 30.000.000           | Herbert Stelzer   | 568                  |
|      | 100. Jahrestag der Gründung des Norddeutschen Postbezirks                                                                       | 30               | 5. September          | 31. Dezember 1970          | 30.000.000           | Herbert Stelzer   | 569                  |
|      | 100 Jahre Gewerkschaften in Deutschland                                                                                         | 30               | 26. September         | 31. Dezember 1970          | 30.000.000           | acon-Köln         | 570                  |
|      | Wohlfahrtsmarken: Puppen - Puppe um 1878                                                                                        | 10+5             | 3. Oktober            | 31. Dezember 1970          | 13.979.000           | Heinz Schillinger | 571                  |
|      | - Puppe um 1850 | 20+10            | 3. Oktober            | 31. Dezember 1970          | 23.795.000           | Heinz Schillinger | 572                  |
|      | - Puppe um 1870 | 30+15            | 3. Oktober            | 31. Dezember 1970          | 15.864.000           | Heinz Schillinger | 573                  |
|      | - Puppe um 1885 | 50+25            | 3. Oktober            | 31. Dezember 1970          | 8.446.000            | Heinz Schillinger | 574                  |
|      | Internationales Jahr der Menschenrechte Lorbeerkranz mit Flamme                                                                 | 30               | 10. Dezember          | 31. Dezember 1970          | 30.000.000           |                   | 575                  |